# Balogh Barna (orvos)
Balogh Barna (1909–?) orvos, ezoterikus író, műfordító.
1941-től Selvarajan Yesudiannal és Haich Erzsébettel vett részt a hatha-jóga népszerűsítésében és oktatásában. Többek között lefordította Yesudian két, jógáról szóló könyvét.

## Művei
- India hipnózisa – Kelet „szuggesztiós jógája” a gyakorlatban, Viktória Könyvkiadó, Budapest, 1943 vagy 1944; Szukits Könyvkiadó, Szeged, 1997, Ezoterikus könyvek sorozat; Hermit Könyvkiadó, Onga, 2012

## Műfordításai
- Francis Völgyesi: A message to the neurotic world (Völgyesi Ferenc: Üzenet az ideges embereknek, 1932, Budapest), London, 1935
- Carlo Collodi: Pinokkio – Egy élő fabábú csodálatos kalandjai (Le aventure di Pinocchio), Palladis, Budapest, 1940

- Selvarajan Yesudian: Sport és jóga. Ősi hindu testgyakorlatok és lélekzésszabályozás európaiak számára, Stádium, Budapest, 1941 (reprint: 1992, 2001, 2004)

- (Selvarajan Yesudian) Selva Raja Yesudian: Jóga-sport dióhéjban. Nagy, teljes gyakorlat-táblázattal. Az erő, egészség és fiatalság megőrzésének módja ősi hindu lélekző- és testgyakorlatok útján, Stádium, Budapest, 1943

- Dr. Alexander Cannon: Kelet mágusai – Tibet misztikája és csodái (The invisible influence), Viktória Könyvkiadó, Budapest, 1943; reprint: Primusz, Dorog, 1990; Hermit Könyvkiadó, Onga, 2018

- Büky Béla (szerk.): Urasima Taró, a szegény halász – Japán népmesék, Európa, Budapest, 1965, fordította: Balogh Barna, Büky Béla

- Pancsatantra – Hindu tanmesék; összegyűjtötte és fordította Balogh Barna, átdolgozta, kádenciákat írta Balthazár Margit; Statiqum–Jupiter, Budapest, 1992